# Neu-Lankau
Neu-Lankau ist ein Ortsteil der Gemeinde Lankau im Kreis Herzogtum Lauenburg in Schleswig-Holstein.

## Sehenswürdigkeiten
An der Westseite Neu-Lankaus befindet sich seit 1898 im Elbe-Lübeck-Kanal die Donnerschleuse, eine Schleuse, die nach dem Prinzip des Lübecker Ingenieurs und Wasserbauinspektors Ludwig Hotopp ausschließlich mit Wasserkraft und damit erzeugter Über- und Unterdruckluft betrieben wird.